# 于洪志
于洪志（1947年—），女，山东龙口人，汉族，中国计算机科学家，曾担任第十一届全国人民代表大会甘肃地区代表。
毕业于西北师范大学数学专业。担任西北民族大学中国民族信息技术研究院院长。2008年起担任全国人大代表。